# Tachina picea
Tachina picea là một loài ruồi trong họ Tachinidae.